# Linker von Lützenwick

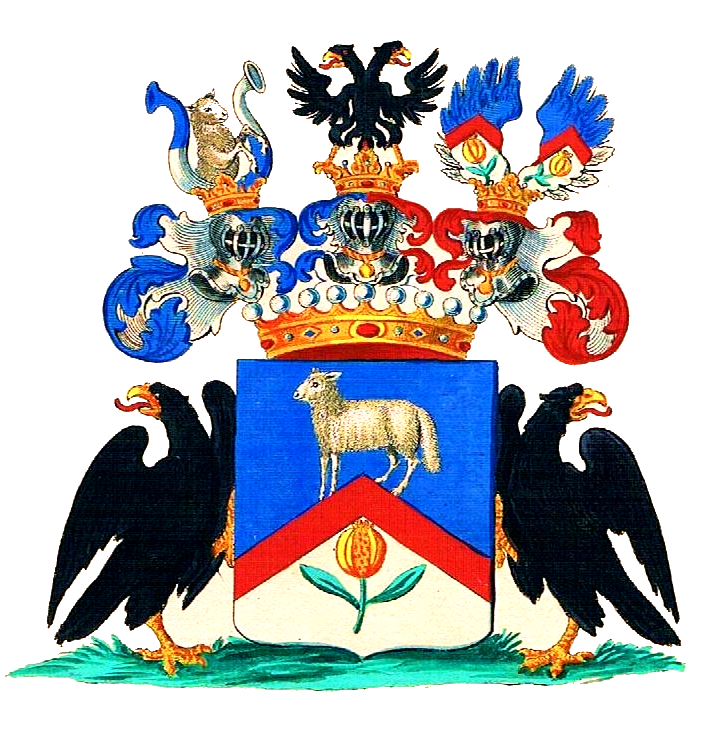
Wappen der Grafen von Linker

Linker von Lützenwick ist der Name einer deutschen Adelsfamilie, und zwar ein Zweig des aus Hessen stammenden Geschlechts der Freiherren von Lyncker, siehe Lyncker (Adelsgeschlecht).

## Geschichte
Die Linie des Adelsgeschlechts Lyncker wurde am 29. Oktober 1658 mit Johann Lincker, kurmainzischer Sekretär, in den Reichsadelsstand mit dem Zusatz „von Lützenwickh“ und vererblich auf dessen Bruder Dietrich Lincker, landgräflich hessen-kassel’scher Hofmedicus und Professor der Medizin und Eloquenz an der Universität Marburg, erhoben.

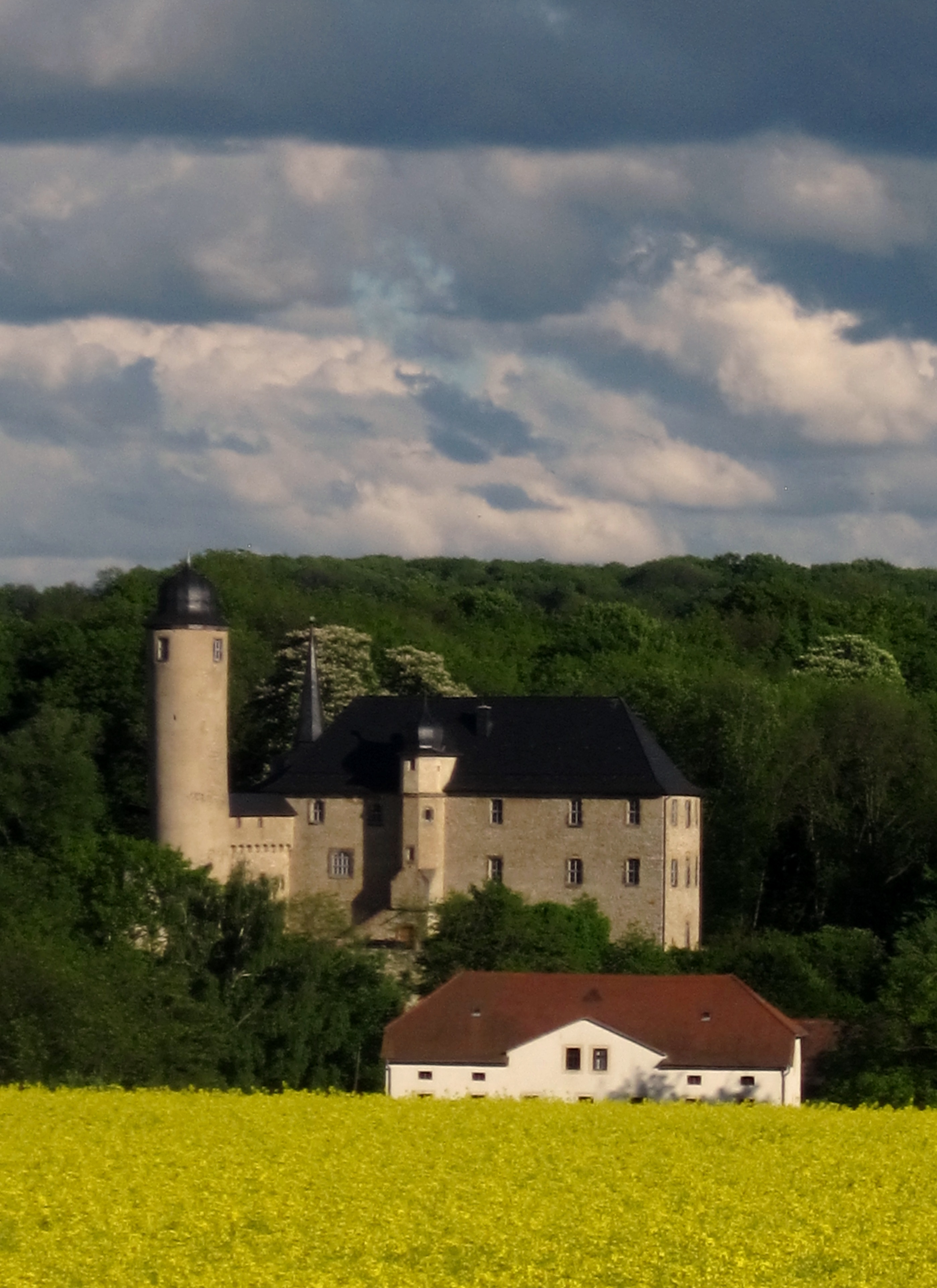
Burg Denstedt, Thüringen

Am 22. Dezember 1689 erwarb der Kurtrierer Diplomat Johannes Lyncker von Lützenwick für 33.000 Gulden Meißener Währung das Gut Denstedt im Weimarer Land als Kapitalanlage. Mit dem Erwerb wurden die Linker für die nächsten vier Generationen Gerichtsherren zu Denstedt. Nach dem Tod Johannes’ 1698 ging das Schloss an seinen jüngeren Bruder Johann Daniel Linker, Ritter von Lützenwick (1631–1712), „kurfürstlich Mainzischer Rath zu Erfurt“, über.
Johann Jakob von Linker und Lützenwick (1665–1730) bekam das Gut und die Pflege 1703 von seinem Onkel übertragen. 1746 wurde das Vorwerk Linkers Hof errichtet.
1754 bis 1763 wurde Kammerdirektor Johann Daniel Christoph von Lincker und Lützenwick (1708–1771) erster Präsident der Churfürstlichen Mayntzischen Academie nützlicher Wissenschaften in Erfurt.
Da Johann Friedrich Carl Albert von Lincker und Lützenwick (1773–1844) ohne männliche Nachkommen für das Amt als Erb- und Gerichtsherr blieb, entschloss er sich, das Gut seiner Tochter und seinem Schwiegersohn Dr. Wilhelm von Wegner (1799–1853) zu vererben. Letzte Besitzerin des Anwesens war deren Enkelin Elisabeth Thekla von Wegner genannt Lincker von Lützenwick (* 26. April 1865) und Niedertiefenbach, verheiratet mit dem Weimarer Kammerherrn Erich von Conta. Diese verkaufte das Gut 1892, ihr Mann jedoch erwarb 1904 das benachbarte Schloss Kromsdorf.
Die Herren Lincker von Lützenwick besaßen ab 1804 (bis spätestens 1880) auch Schloss Schlüsselburg in Südböhmen.

## Weitere Namensträger
- Philipp Wilhelm Albrecht von Linker zu Lützenwick (1710–1779), Komitialgesandter von Kurtrier und Kurmainz auf dem Regensburger Reichstag
- Johann Friedrich Carl Albert von Linker und Lützenwick (1773–1844), sachsen-weimarischer Oberforstmeister, Kammerherr und Landrat
- Joseph Johann Jacob von Lincker und Lützenwick (1747–1807), sachsen-weimarischer Kammerrat und Gutsherr auf Denstedt; Sohn von Johann Daniel Christoph und Vater von Johann Friedrich Carl Albert.

## Wappen
1699 war ein Lamm das Wappentier der Familie. 1714 sind die Symbole der Familie Linker, das Lamm und der Granatapfel sowie zwei Adler als Schildhalter.